# Episodi di Anna, Ciro e... compagnia (seconda stagione)
La seconda e ultima stagione della serie televisiva Anna, Ciro e... compagnia, composta da 7 episodi, fu trasmessa in prima visione su Raidue dal 21 dicembre 1983 al 5 gennaio 1984.
| nº | Titolo                   | Prima TV         |
| -- | ------------------------ | ---------------- |
| 1  | La nonna cerca casa      | 21 dicembre 1983 |
| 2  | Antichi romani           | 27 dicembre 1983 |
| 3  | La partita               | 28 dicembre 1983 |
| 4  | Ciro finisce in prigione | 29 dicembre 1984 |
| 5  | Campagna ZIC - 1ª parte  | 3 gennaio 1984   |
| 6  | Campagna ZIC - 2ª parte  | 3 gennaio 1984   |
| 7  | A cuor non si comanda    | 5 gennaio 1984   |